# 第一学院高等学校高萩本校
第一学院高等学校 高萩本校（だいいちがくいんこうとうがっこうたかはぎほんこう）は、茨城県高萩市にある株式会社立高等学校。旧校名はウィザス高等学校。
主に東日本に在住している生徒が在籍している。

## 沿革

### 経緯
高萩市が申請し構造改革特区に認定された「高萩市教育特区構想」に基づき、設立された学校で、2005年4月に開校した。

### 年表
- 2004年（平成16年）10月25日 - 茨城県高萩市に認可される。
- 2005年（平成17年）4月1日 - 茨城県高萩市にウィザス高等学校（広域通信・単位制）として開校。
- 2006年（平成18年） - 専攻科（介護福祉士専攻・保育士専攻）を開講。
- 2007年（平成19年）10月10日 - 元サッカー日本代表監督のジーコの率いるジーコサッカーセンター（ブラジル・リオデジャネイロ）と業務提携[1]し、スポーツコース（サッカー部）を開講。
- 2008年（平成20年） - 兵庫県養父市にウィザス ナビ高等学校（広域通信・単位制）を開校。
- 2012年（平成24年）4月1日 - 校名を「ウィザス高等学校」「ウィザス ナビ高等学校」から「第一学院高等学校 高萩本校」「第一学院高等学校 養父本校」へ校名変更。
- 2019年（平成31年）4月1日 - 設置学科を総合学科から普通科へ改編。

## 教育組織
- 広域通信制課程・単位制・普通科
- 学習センター（キャンパス）
  - 第一学院のキャンパス
　札幌（札幌校）秋田（秋田校）盛岡（盛岡校）仙台（仙台本部キャンパス）郡山（郡山校）宇都宮（宇都宮校）水戸（水戸校）高崎（高崎校）柏（柏校）埼玉（埼玉本部キャンパス）千葉（千葉本部キャンパス）四ツ谷（四ツ谷校）立川（立川校）町田（町田校）東京（東京本部キャンパス）横浜（横浜本部キャンパス）
　新潟（新潟校）長野（長野校）富山（富山校）金沢（金沢校）
　静岡（静岡校）浜松（浜松校）名古屋（名古屋本部キャンパス）豊橋（豊橋校）岐阜（岐阜校）四日市（四日市校）
　京都（京都校）奈良（奈良校）大阪（大阪校）神戸（神戸校）
　岡山（岡山校）広島（広島校）松山（松山校）
　小倉（小倉校）博多（博多校）熊本（熊本校）
  - 渡辺高等学院（中目黒学習センター）目黒　名古屋　大阪本町
  - その他サポート校
　新宿・稲城・甲府・富士河口湖・島田・栄

## 学習手段
- 通信型

正課のほとんどの授業は、インターネットを利用した教育システムによって行われるため、通学する必要があるのはスクーリング時のみである。
- 通学型

高萩本校および第一学院をはじめとする学習センターへ通学する（東日本エリア）。
- 全寮制

スポーツコース（サッカー部：高萩本校）に限定。

## 設置学科・コース
普通科
- 普通科（通信型と通学型）
- スポーツコース
  - サッカー部（全寮制：ジーコサッカーセンターと提携）
  - 硬式野球部（全寮制：和歌山スポーツアカデミーと提携）
- 芸能コース（通信型と通学型：中目黒校、名古屋校）
 渡辺プロダクショングループの渡辺高等学院との連携により設置。

専攻科
- 社会福祉コース
  - 保育士専攻
  - 介護福祉士コース（募集停止）
- 社会ビジネスコース（募集停止）
  - 社会人基礎力専攻 （1年課程／2年課程）

## 著名な出身者

### 野球
- 知野直人（プロ野球選手）
- 渡辺明貴（プロ野球選手）

### その他スポーツ
- 澤山璃奈（プロスケーター）
- 楢﨑智亜（プロフリークライマー[2]）
- 西村碧莉（プロスケートボーダー[3]）
- 高橋峻希（プロサッカー選手）
- 南部健造（プロサッカー選手）
- 山根視来（プロサッカー選手）